# Лук нитезубый
Лук нитезубый (лат. Allium filidens) — многолетнее травянистое растение, вид рода Лук (Allium) семейства Луковые (Alliaceae).

## Распространение и экология
В природе ареал вида охватывает Среднюю Азию, Афганистан и Пакистан.
Произрастает на щебнистых склонах нижнего пояса гор.

## Ботаническое описание
Луковица яйцевидная, диаметром 1—2 мм; наружные оболочки бурые, сетчато-волокнистые, обхватывающие основание стебля; оболочки замещающей луковицы желтоватые. Луковички немногочисленные, желтоватые или тёмно-буроватые, крупные, удлинённые, гладкие, блестящие. Стебель высотой около 20—60 см, у основания одетый гладкими, сближенными влагалищами листьев.
Листья в числе трёх—четырёх, шириной 1—3 мм, дудчатые, полуцилиндрические, желобчатые, гладкие или слегка шероховатые, короче стебля.
Чехол опадающий, равен зонтику или до полутора раз длиннее его. Зонтик коробочконосный, шаровидный или полушаровидный, густой, многоцветковый. Цветоножки почти равные, в два—пять раз длиннее околоцветника, при основании с прицветниками. Листочки яйцевидно-колокольчатого околоцветника зеленовато-голубоватые, с сильной зелёной жилкой, почти равные, гладкие, длиной 4—5 мм, наружные килеватые, продолговатые, туповатые, внутренние обратно-продолговато-яйцевидные, или обратно-продолговатые, тупые. Нити тычинок равны листочкам околоцветника, при основании между собой и с околоцветником сросшиеся, при основании слегка ресничатые, наружные треугольно-шиловидные, внутренние трёхраздельные. Столбик невыдается из околоцветника.
Створки коробочки округлые, длиной около 4 мм.

## Таксономия
Вид Лук нитезубый входит в род Лук (Allium) семейства Луковые (Alliaceae) порядка Спаржецветные (Asparagales).
|  |                                      |  |                                                             |                                                             |                   |  | ещё 24 семейства (согласно Системе APG II) | ещё 24 семейства (согласно Системе APG II) |                     |  |  |  | ещё более 870 видов |
|  |                                      |  |                                                             |                                                             |                   |  | ещё 24 семейства (согласно Системе APG II) | ещё 24 семейства (согласно Системе APG II) |                     |  |  |  | ещё более 870 видов |
|  |                                      |  |                                                             | порядок Спаржецветные                                       |                   |  |                                            |                                            | род Лук             |  |  |  |                     |
|  |                                      |  |                                                             | порядок Спаржецветные                                       |                   |  |                                            |                                            | род Лук             |  |  |  |                     |
|  | отдел Цветковые, или Покрытосеменные |  |                                                             |                                                             | семейство Луковые |  |                                            |                                            | вид Лук нитезубый   |  |  |  |                     |
|  | отдел Цветковые, или Покрытосеменные |  |                                                             |                                                             | семейство Луковые |  |                                            |                                            |                     |  |  |  |                     |
|  |                                      |  | ещё 44 порядка цветковых растений (согласно Системе APG II) | ещё 44 порядка цветковых растений (согласно Системе APG II) |                   |  |                                            | ещё около 300 родов                        | ещё около 300 родов |  |  |  |                     |
|  |                                      |  |                                                             | ещё 44 порядка цветковых растений (согласно Системе APG II) |                   |  |                                            |                                            | ещё около 300 родов |  |  |  |                     |